# Bec-en-ciseaux à collier
Rynchops albicollis
Espèce
Statut de conservation UICN

 EN C1+2a(ii) : En danger
Le Bec-en-ciseaux à collier (Rynchops albicollis) est une espèce d'oiseaux appartenant à la famille des Laridae.